# Академия Понтаниана
Акаде́мия Понтаниа́на (итал. Accademia Pontaniana; первоначально Porticus Antoniana) — в Неаполе общество гуманистического направления, основанное в 1435 году гуманистом Антонио Беккаделли при дворе короля Альфонса V из представителей высших сословий и содействовавшее распространению изящного (художественного) вкуса. Общество особо прославилось при Джованни Понтано, отчего академия стала называться Академией Понтаниана.
Академия была признана официальным учреждением королевским декретом N 473 от 10 октября 1825 года; она продолжает служить развитию и распространению научных, литературных и художественных знаний.

## История
В Неаполе в царствование короля Альфонса V из арагонского дома наступила блестящая пора для литературы. С 1435 по 1458 годы двор и столица были сборным местом для даровитейших людей, известных гуманистов, латинских и итальянских поэтов и стилистов. Любимец этого монарха Антонио Беккаделли (1394—1471) основал вольное общество (по-итальянски «академию»), содействовавшее распространению изящного вкуса.
Члены академии принадлежали к высшим сословиям и собирались в здании под названием Портика; отсюда первоначальное имя общества «Porticus Antoniana». Среди них прославились королевский секретарь Лоренцо Валла (1407—1457) и Бартоломео Фацио (Bartolomeo Facio, 1400—1457). Общество ещё более распространилось и прославилось при втором президенте Джованни Понтано (1426—1503). В его деятельности принимали участие многие жители провинций; в других итальянских государствах объявлялись люди, желавшие стать почётными членами академии. Цель общества, по-видимому, ограничивалась свободным обменом мыслей, откровенным литературным разговором и попытками возбудить в обществе любовь к науке и склонность к учёной деятельности.

## Президенты академии
- 1808 год — Винченцо Куоко
- 1808 год — Доменико Сансоне
- 1809 год — Джованни Баттиста Гальярдо
- 1809 год — Маттео Гальди
- 1810 год — Джузеппе Дзурло
- 1817 год — Донато Томмази[итал.]
- 1826 год — Фердинандо Висконти[итал.]
- 1828 год — Коррадино Д’Альберго
- 1829 год — Раймондо Гуарини[итал.]
- 1830 год — Джузеппе Ди Чезаре
- 1831 год — Коррадино Д’Альберго
- 1832 год — Микеле Теноре
- 1834 год — Микеле Ардити[итал.]
- 1835 год — Джузеппе Ди Чезаре
- 1836 год — Джакомо Фильоли
- 1837 год — Де Самуэле Каньяцци, Лука[итал.]
- 1838 год — Фердинандо де Лука[итал.]
- 1839 год — Джузеппе Ди Чезаре
- 1840 год — Микеле Тафури
- 1842 год — Джузеппе Дурини
- 1843 год — Фердинандо де Лука[итал.]
- 1844 год — Джузеппе Ди Чезаре
- 1845 год — Микеле Теноре
- 1846 год — Оронцо Габриеле Коста
- 1847 год — Джузеппе Кампанья
- 1848 год — Де Самуэле Каньяцци, Лука[итал.]
- 1849 год — Джузеппе Кампанья
- 1850 год — Джулио Дженоино[итал.]
- 1851 год — Микеле Теноре
- 1852 год — Микеле Тафури
- 1853 год — Микеле Теноре
- 1855 год — Джузеппе Кампанья
- 1856 год — Микеле Теноре
- 1857 год — Сальваторе Де Ренци[итал.]
- 1859 год — Микеле Теноре
- 1861 год — Эрнесто Капоччи ди Бельмонте[итал.]
- 1862 год — Джованни Гуссоне
- 1863 год — Сальваторе Де Ренци[итал.]
- 1864 год — Микеле Бальдаккини
- 1866 год — Саверио Бальдаккини[итал.]
- 1867 год — Луиджи Пальмьери
- 1869 год — Сальваторе Де Ренци[итал.]
- 1870 год — Луиджи Пальмьери
- 1872 год — Паоло Эмилио Имбриани[итал.]
- 1874 год — Луиджи Пальмьери
- 1876 год — Паоло Эмилио Имбриани[итал.]
- 1877 год — Луиджи Пальмьери
- 1881 год — Никола Альянелли[итал.]
- 1882 год — Луиджи Пальмьери
- 1884 год — Бартоломмео Капассо[итал.]
- 1885 год — Луиджи Пальмьери
- 1889 год — Акилле Санниа[итал.]
- 1892 год — Луиджи Пальмьери
- 1897 год — Бартоломмео Капассо[итал.]
- 1900 год — Эмануэле Фергола
- 1903 год — Энрико Пессина[итал.]
- 1906 год — Эмануэле Фергола
- 1909 год — Федерико Персико[итал.]
- 1912 год — Джованни Антонелли[итал.]
- 1917 год — Бенедетто Кроче
- 1920 год — Габриеле Торелли[итал.]
- 1923 год — Бенедетто Кроче
- 1926 год — Габриеле Торелли[итал.]
- 1929 год — Микеланджело Скипа[итал.]
- 1932 год — Паскуале Дель Пеццо[итал.]
- 1944 год — Мария Бакунина
- 1949 год — Фаусто Николини[итал.]
- 1955 год — Луиджи Торрака
- 1958 год — Вито Кармело Коламонико[итал.]
- 1964 год — Эрнесто Понтьери[итал.]
- 1974 год — Энцо Карлеваро
- 1977 год — Франческо Збордоне
- 1983 год — Антонио Скерилло[итал.]
- 1990 год — Джузеппе Мартано
- 1996 год — Гуидо Гуэрра[итал.]
- 2002 год — Антонио Гарциа[итал.]
- 2005 год — Антонио Гарциа[итал.]
- 2008 год — Карло Збордоне[итал.]
- 2011 год — Карло Збордоне[итал.]
- 2014 год — Фульвио Тесситоре[итал.]
- 2017 год — Фульвио Тесситоре[итал.]
- 2020 год — Джузеппе Марруччи